# Przedbórz
Przedbórz is een stad in het Poolse woiwodschap Łódź, gelegen in de powiat Radomszczański. De oppervlakte bedraagt 6,13 km², het inwonertal 3835 (2005).